# Nxai-Pan-Nationalpark

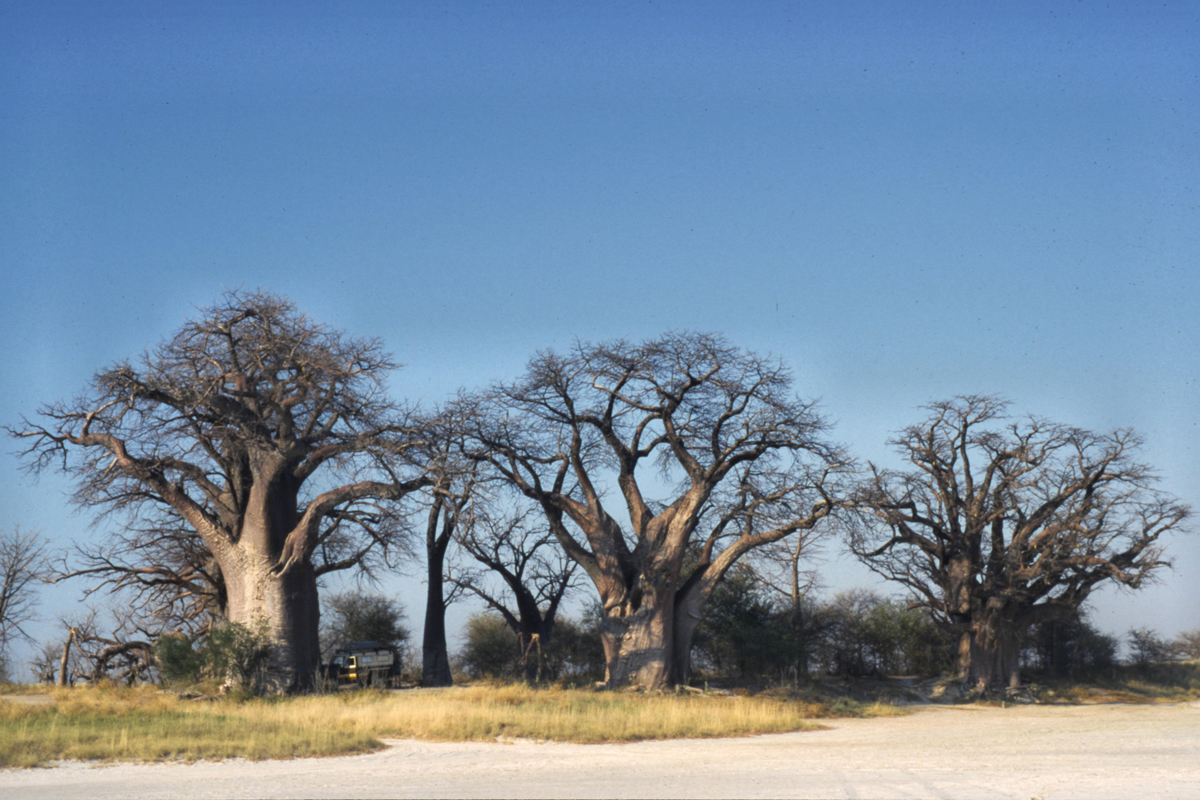
Baines Baobabs im Nxai Pan National Park

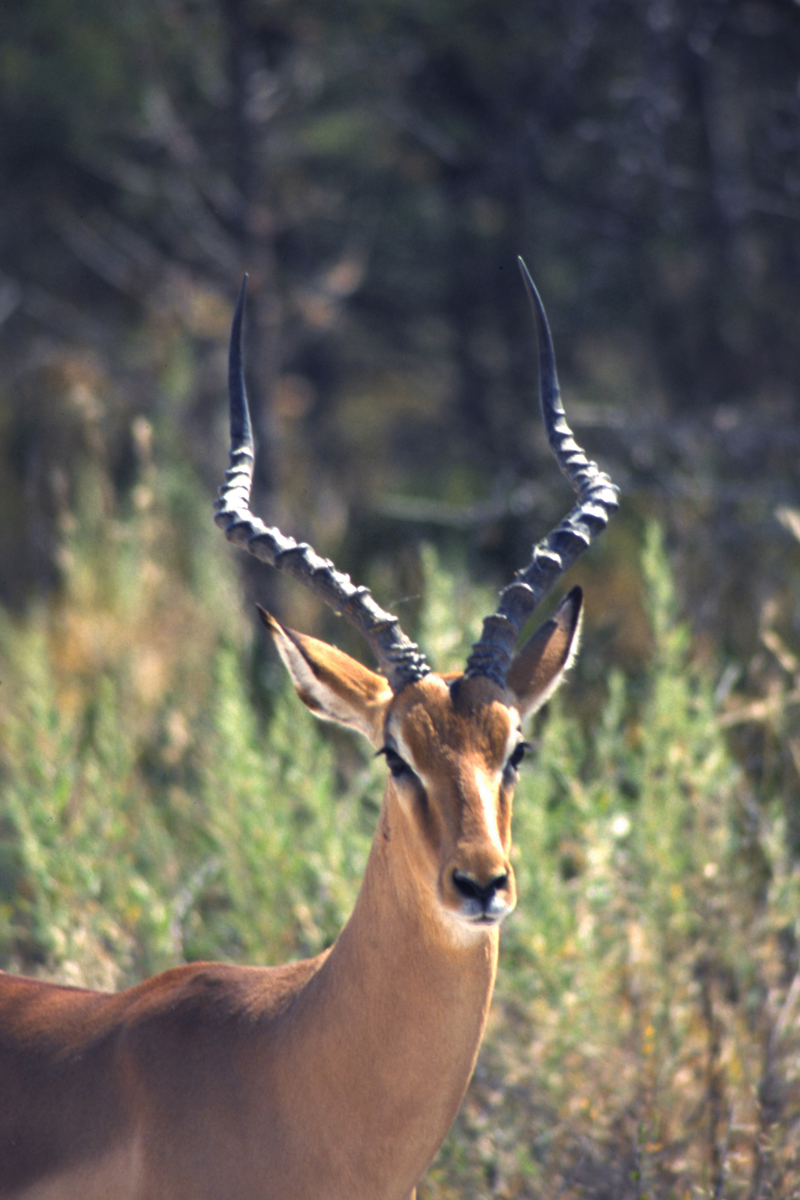
Impala im Nxai Pan National Park

Der Nxai-Pan-Nationalpark (englisch: Nxai Pan National Park) liegt nördlich des Makgadikgadi-Pans-Nationalparks in Botswana. Namensgeber ist eine hakenförmige Metallstange Nxai, die zum Ausgraben von Springhasen aus ihren unterirdischen Gängen verwendet wurde.

## Lage
Der Nationalpark liegt im North West District Botswanas 136 Kilometer von Maun in Richtung Nata nördlich des Makgadikgadi-Pans-Nationalparks und ist von diesem nur durch die asphaltierte Fernstraße Maun–Nata (A3) getrennt.

## Geschichte
Das Gebiet des Nationalparks gehörte zum Siedlungsgebiet der San. Von 1950 bis 1963 führte der sogenannte „old trek“ durch den Park. Über diese Route wurden von den Farmern die Viehherden durch das Ngamiland nach Kazungula am Sambesi getrieben. Die zur Bekämpfung der Maul- und Klauenseuche errichteten Veterinärkontrollzäune unterbrachen diese Route jedoch. 1970 wurde ein Gebiet von 1676 Quadratkilometer um die Nxai Pan als Wildreservat deklariert und 1992 um das Gebiet rund um die Kudiakam Pan auf 2578 Quadratkilometer vergrößert und zum Nationalpark erhoben.

## Landschaft
Im Süden des Nationalparks zwischen der Asphaltstraße und dem Parkeingang liegt die Kudiakam Pan, im Norden des Parkes die Nxai Pan und im Nordosten die Kgama Pan. Die Salzpfannen gehört zum System der Makgadikgadi-Salzpfannen und sind die Überreste eines großen Sees. In Jahren mit starken Regenfällen können sich die Salzpfannen wieder mit Wasser füllen.
Der Nationalpark liegt am nordöstlichen Rand der Kalahari auf einer Höhe von 900 Meter über dem Meeresspiegel.

## Vegetation
Außerhalb der Salzpfannen ist der Nationalpark geprägt von Graslandschaften einer typischen Trockensavanne und Mopane-Wald, einigen Ansammlungen von Schirmakazien und Baobabs.
Die wohl bekannteste Ansammlung von Baobabs bilden die Baines-Baobabs östlich der Kudiakam-Salzpfanne. Sie sind benannt nach Thomas Baines, einem britischen Maler und Forschungsreisenden, der diese Baobab-Gruppe am 29. Dezember 1861 besuchte und malte.

## Tierwelt
Der Nationalpark liegt auf der Wanderroute der Tierherden zwischen dem Okavangodelta und dem Hwange-Nationalpark in Simbabwe oder den südlich gelegenen Graslandschaften in und um den Makgadikgadi-Pans-Nationalpark. Permanent kann man Löwen, Löffelhunde, Schabrackenschakale, Giraffen, Große Kudus, Impalas und Springböcke antreffen. Neben Straußen verfügt der Nationalpark über eine große Vogelvielfalt. In der Regenzeit füllt sich der Park zudem mit Spießböcken, Elefanten und tausenden Zebras.

## Infrastruktur/Tourismus
Wie in den meisten Nationalparks Botswanas ist die Infrastruktur für den Tourismus im Nationalpark nur wenig ausgebaut. Wer nicht als Selbstversorger mit Zelt oder Camper unterwegs ist, kann den Nationalpark nur mit organisierten Touren besuchen. Der Park ist ganzjährig geöffnet.

### Parkeingang
Der Zufahrt zum Parkeingang zweigt nach 136 Kilometern von Maun und noch 65 Kilometer vor Gweta von der Asphaltstraße Maun–Nata nach Norden ab. Nach 37 Kilometern Sandpiste erreicht man die Nxai-Salzpfanne mit dem davor gelegenen Parkeingang.

### Straßen
Im Park gibt es keine befestigten Straßen. Die meisten Pisten, insbesondere die Zufahrt von der Asphaltstraße, sind nur für Geländewagen geeignet. Nach starken Regenfällen sind die Pisten kaum befahrbar.

### Unterkunft
Im gesamten Nationalpark gibt es keine befestigten Unterkünfte und nur zwei, wie in allen Nationalparks Botswanas nicht eingezäunte Campingplätze mit rudimentären sanitären Einrichtungen. An den Baines-Baobabs kann nach Voranmeldung bei den Parkaufsehern ebenfalls übernachtet werden.

### Versorgung
Es gibt im Nationalpark keine Restaurants oder Versorgungsmöglichkeiten und auch keine Tankstelle. Die nächste Tankstelle liegt im von der Abzweigung der Asphaltstraße 65 Kilometer entfernten Gweta.